# Věž
Věž település Csehországban, a Havlíčkův Brod-i járásban. Věž Boňkov, Krásná Hora, Herálec, Kejžlice és Čejov településekkel határos. Lakosainak száma 806 fő (2024. január 1.).

## Népesség
A település lakosságának változását az alábbi diagram mutatja:
| Lakosok száma | 1387 | 1365 | 1184 | 861  | 823  | 746  | 826  | 816  | 816  | 806  |
|               | 1869 | 1890 | 1921 | 1950 | 1980 | 2001 | 2017 | 2019 | 2022 | 2024 |